# Šareni dućan
Šareni dućan je hrvatski nakladnik knjiga sa sjedištem u Koprivnici. Osnovao ga je Krunoslav Jajetić 1997. Objavljuje djela kultnih ili alternativnih klasičnih autora.

## Dio knjiga u nakladi Šarenog dućana

### Lektira
- Henry Fielding: TOM JONES
- George Orwell: 1984.

### Beletristika
- Stefan Zweig: NIETZSCHE
- Ken Kesey: LET IZNAD KUKAVIČJEG GNIJEZDA

## Vanjske poveznice
- Službene stranice  Arhivirana inačica izvorne stranice od 2. prosinca 2013. (Wayback Machine)